# Ґрадзаново-Збенське-Кольонія
Ґрадзаново-Збенське-Кольонія (пол. Gradzanowo Zbęskie-Kolonia) — село в Польщі, у гміні Радзанув Млавського повіту Мазовецького воєводства.
У 1975-1998 роках село належало до Цехановського воєводства.